# Дервиш Цара
Дервиш Цара (на албански: Dervish Cara или Dervish Carë) е албански бунтовник, водач на въстанието от 1843 - 1844 година, известно и като Въстание на Дервиш Цара.

## Биография
Роден е в положото село Долно Палчище в Османската империя, днес в Северна Македония. Служи като управник на Гостивар на полусамостоятелния положки управител Абдурахман паша Тетовски. След убийството на Абдурахман оглавява въстание срещу централната власт през ноември 1843 година. При потушаването на въстанието през май 1844 година Цара е заловен от османските части. Осъден е на смърт, но присъдата му е заменена с доживотен затвор. Умира в затвор в Солун. Училището в Долно Палчище носи неговото име.